# Gerd Peter
Gerd Peter (* 27. Oktober 1941 in Wickenrode/Landkreis Kassel) ist ein deutscher Arbeitsforscher, Politologe und Forschungsmanager.

## Biografische Daten
Gerd Peter stammt aus einer nordhessischen Bergarbeiterfamilie. Er besuchte das Realgymnasium Wesertor/Goetheschule in Kassel und machte dort Abitur. Es folgten 18 Monate Wehrdienst in Koblenz und Sonthofen und die anschließende Anerkennung als Kriegsdienstverweigerer. Ab 1963 studierte Peter an der FU Berlin, im Hauptstudien zunächst Publizistik, dann Politologie am Otto-Suhr-Institut (OSI), das er 1969 als Diplom-Politologe abschloss. Es folgte anschließend die Promotion über „Das IBM System“ bei Ossip K. Flechtheim. Gerd Peter ist verheiratet und hat zwei Söhne. Er lebt in Dortmund-Dorstfeld.

## Beruflicher Werdegang
Beruflich begann Peter 1972 als wissenschaftlicher Angestellter beim neu gegründeten Institut für Umweltschutz und Umweltgüteplanung (INFU) der Universität Dortmund. Er wechselte 1976 nach Bonn zum DFVLR-Projektträger für das neu aufgelegte Aktionsprogramm „Forschung zur Humanisierung des Arbeitslebens“ (HdA). Vor dem Ausscheiden war er dort zuletzt fachlicher Stellvertreter des Leiters Willi Pöhler. Es folgte 1981 der Wechsel zur Sozialforschungsstelle Dortmund (NRW Landesinstitut), wo er zunächst zahlreiche Drittmittel-Projekte der Arbeitsforschung durchführte. Dort war er in Nachfolge von Ursula Schumm-Garling und Wilfried Kruse von 1988 bis 2002 Geschäftsführender Direktor. Seit 2006 ist Peter Rentner.

## Forschungsmanagement
1992 war Peter Initiator, Mitbegründer und -herausgeber (zusammen u. a. mit Ursula Müller, Christian von Ferber, Willi Pöhler und Andreas Renner) von Arbeit. Zeitschrift für Arbeitsforschung und Arbeitspolitik. Gemeinsam mit Gerhard Naegele war er seit 1992 Herausgeber der wissenschaftlichen Reihe Dortmunder Beiträge zur Sozial- und Gesellschaftspolitik, LIT Verlag Münster. 1997 gründete Peter, zusammen mit anderen Personen und Instituten, am neuen Standort der Sozialforschungsstelle, der ehemaligen Zeche Minister Stein in Dortmund-Eving, ein sozialwissenschaftliches Zentrum Minister Stein (ZMS), (u. a. mit: Institut für Gerontologie IfG, Kooperationsstelle Wissenschaft-Arbeitswelt, Entwicklungszentrum EWZ, Gesellschaft zur Förderung der Sozialforschung GfS). 2002 war er Mitinitiator (gemeinsam mit Frieder Otto Wolf, Dieter Scholz und Helmut Martens) des Forum Neue Politik der Arbeit in Berlin. Nach Verrentung 2006 war Peter Gründungsmitglied (zusammen mit u. a. Arno Georg und Uwe Dechmann) des Dortmunder Forschungsbüro für Arbeit Prävention und Politik (DoFAPP).

## Veröffentlichungen (Auswahl)
- Modernes Management (I) und (II), in: Blätter für deutsche und internationale Politik, 8 und 9, 1971, S. 816–824 und 940–950.
- Das IBM System. Disziplinierung durch Programmierung?, Europäische Verlagsanstalt, Frankfurt a. M./Köln 1975.
- Beteiligen, Mitgestalten, Mitbestimmen. Arbeitnehmer verändern ihre Arbeitsbedingungen, gemeinsam hrsg. mit W. Fricke und W. Pöhler, Reihe der Hans-Böckler-Stiftung: Wissenschaft im Arbeitnehmerinteresse, Bund-Verlag, Köln 1982.
- Erfahrungen mit dem Humanisierungsprogramm. Von den Möglichkeiten und Grenzen einer sozial orientierten Technologiepolitik, gemeinsam mit Willi Pöhler. Reihe der Hans-Böckler-Stiftung: Wissenschaft im Arbeitnehmerinteresse, Bund Verlag, Köln 1982.
- Der Arbeitsschutzbeauftragte. Interessenvertretung und Arbeitspolitik im Steinkohlenbergbau. Forschungsbericht, gemeinsam mit Wolfgang Thon und Hans Vollmer. Campus Verlag, Frankfurt am Main 1986.
- Theorie der Arbeitsforschung. Situation-Institution-System als Grundkategorien empirischer Sozialwissenschaft, Campus Verlag, Frankfurt am Main 1992.
- Arbeit – Alter – Region. Zur Debatte um die Zukunft der Arbeit, um die demographische Entwicklung und die Chancen regionalpolitischer Gestaltung. Beiträge aus FfG und sfs, gemeinsam mit Gerhard Naegele (Hrsg.). Dortmunder Beiträge zur Sozial- und Gesellschaftspolitik, Bd. 25, LIT Verlag, Münster 2000.
- Zwischen Selbstbestimmung und Selbstausbeutung. Gesellschaftlicher Umbruch und neue Arbeit, gemeinsam mit Helmut Martens, Frieder O. Wolf (Hrsg.). Campus Fachbuch 2001.
- Wissenspolitik und Wissensarbeit als Gesellschaftsreform. Ausgewählte Beiträge zur Arbeitsforschung 1972-2002. Reihe Dortmunder Beiträge zur Sozial- und Gesellschaftspolitik Bd. 50, LIT Verlag, Münster 2003.
- Grenzkonflikte der Arbeit. Die Herausbildung einer neuen europäischen Arbeitspolitik (Hrsg.). VSA Verlag, Hamburg 2007.
- Welt ist Arbeit. Im Kampf um die neue Ordnung, gemeinsam mit Frieder Otto Wolf, unter Mitarbeit von Pia Paust-Lassen und Andreas Peter: Westfälisches Dampfboot, Münster 2007.
- Arbeit und Freiheit im Widerspruch? Bedingungsloses Grundeinkommen – ein Modell im Meinungsstreit, gemeinsam mit Hartmut Neuendorff und  Frieder Otto Wolf (Hrsg.). VSA Verlag, Hamburg 2009.
- Arbeitssituationsanalyse. Zur phänomenologischen Grundlegung einer interdisziplinären Arbeitsforschung. Band 1, gemeinsam mit Christina Meyn (Hrsg.). VS Verlag, Wiesbaden 2010.
- Primäre Arbeitspolitik und kooperative Arbeitswissenschaften – Erfahrungen und Perspektiven, in: Werner Fricke, Hilde Wagner (Hrsg.): Demokratisierung der Arbeit. Neuansätze für Humanisierung und Wirtschaftsdemokratie, VSA Verlag, Hamburg 2012, S. 111–128.
- Arbeit, Autonomie und Gesundheit im Epochenbruch – oder: Ist Partizipation gesundheitsschädlich?, gemeinsam mit Uwe Dechmann, Arno Georg, Kerstin Guhlemann, Olaf Katenkamp, Christina Meyn. In: Jahrbuch für Kritische Medizin und Gesundheitswissenschaften 49,  Argument Verlag, Berlin; Hamburg 2013, S. 29–52.
- SelbstWertGefühl. Psychosoziale Belastungen in Change-Management-Prozessen, gemeinsam mit Arno Georg u. a.: VSA Verlag, Hamburg 2016.[6]
- Humanisierung der Arbeit 4.0. Prävention und Demokratie in der digitalisierten Arbeitsgesellschaft, gemeinsam mit Arno Georg, Kerstin Guhlemann (Hrsg.). VSA Verlag, Hamburg 2020.[7]

## Nachweise
1. ↑  https://www.degruyter.com/journal/key/arbeit/html
2. ↑  https://lit-verlag.de/produkt-kategorie/reihen/dbsg/
3. ↑  https://www.sfs.tu-dortmund.de/cms/de/DieSFS/Gremien_Netzwerke/GFS/index.html
4. ↑  https://www.fnpa.de/index.php/publikationen
5. ↑  https://dofapp.de/publikationen
6. ↑  https://www.vsa-verlag.de/uploads/media/www.vsa-verlag.de-Georg-Peter-SelbstWertGefuehl.pdf
7. ↑  https://www.vsa-verlag.de/nc/buecher/detail/artikel/humanisierung-der-arbeit-40/

| Personendaten    | Personendaten                                                 |
| ---------------- | ------------------------------------------------------------- |
| NAME             | Peter, Gerd                                                   |
| KURZBESCHREIBUNG | deutscher Politologe, Arbeitsforscher, Arbeitswissenschaftler |
| GEBURTSDATUM     | 27. Oktober 1941                                              |
| GEBURTSORT       | Wickenrode                                                    |